# U-2撃墜事件

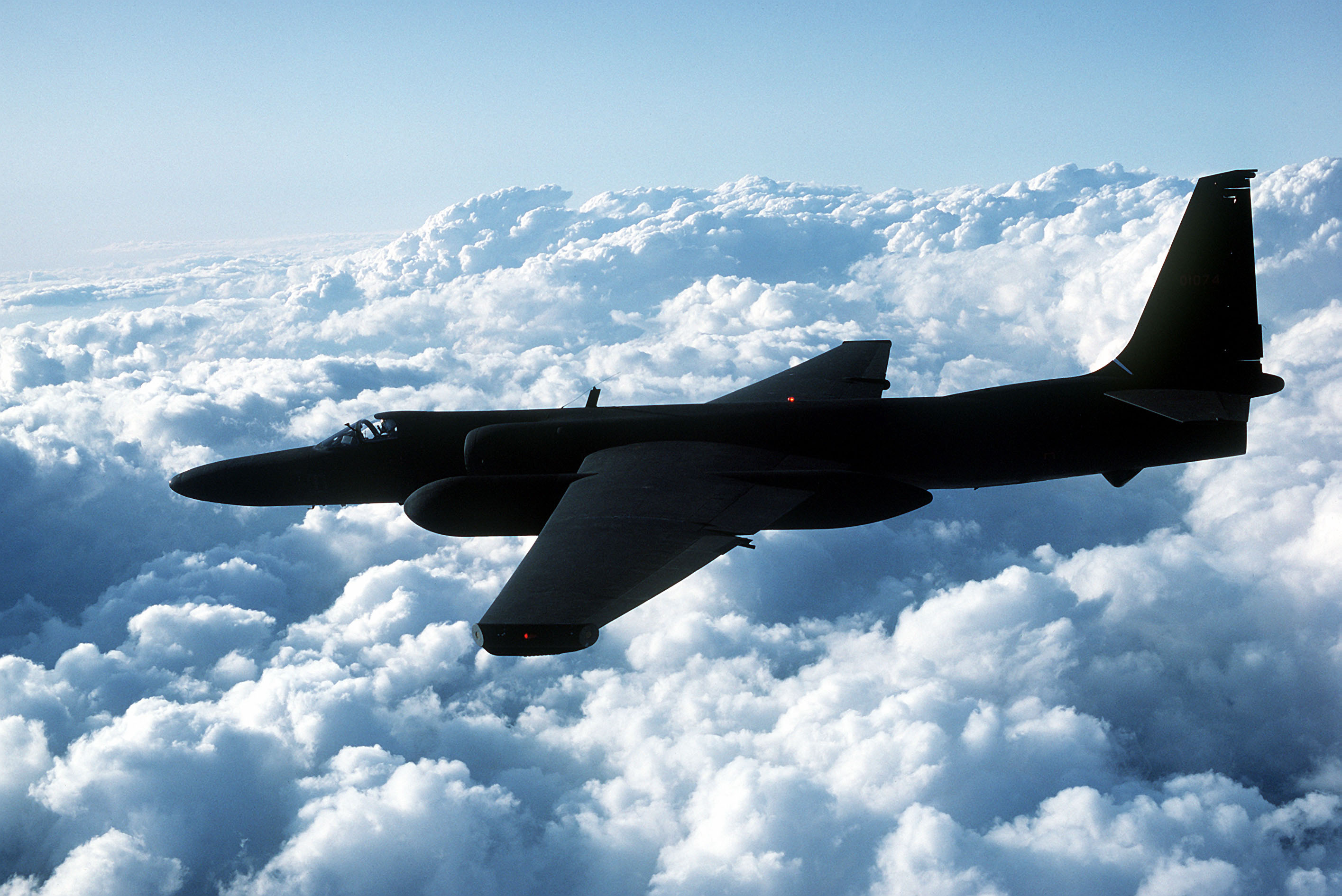
同型の偵察機U-2

U-2撃墜事件（ユーツーげきついじけん）は、1960年、メーデーの日（5月1日）にソ連を偵察飛行していたアメリカ合衆国の偵察機、ロッキードU-2が撃墜され、偵察の事実が発覚した事件。予定されていたフランスのパリでの米ソ首脳会談が中止されるなど大きな影響があった。

## 時代背景
激化していた米ソ冷戦が、ソ連のニキータ・フルシチョフ首相の訪米などで一時期緩和されていた時期、アメリカ合衆国連邦政府はソ連に「技術格差をつけられた（ミサイル・ギャップ論争）」という認識が高まり、ソ連の戦略ミサイルを徹底的に監視することで、国家安全保障を確保する方針を固め、当時、ロッキードで開発されたU-2偵察機による高高度偵察飛行により、ソ連領内の弾道ミサイル配備状況などの動向を探っていた。

## 撃墜事件
撃墜された機は、トルコ南部アダナのインジルリク空軍基地に展開していた臨時気象偵察飛行隊第2分遣隊（WRS(D)-2：CIAでの呼称は「分遣隊B」）所属のアーティクル360（56-6693）であったことが後に判明している。
同機は事件が起こる前年、厚木基地配置のWRS(D)-3（分遣隊C）に所属していたが、燃料切れにより藤沢飛行場へ緊急着陸するという事件を起こしていた。事件当日は飛行場でグライダー大会が行われており、多数の親子連れがU-2を目撃する事態となってしまった。U-2撃墜事件が起こる前の当時、同機は完全に秘密扱いされていたので、厚木からアメリカ軍がU-2を回収しにやって来るまでにU-2を目撃した民間人は、日本領土内に住む日本人であるにも拘らず、アメリカ軍の守秘義務誓約書に署名させられた。
事故後回収された同機は、本国で修理された後、WRS(D)-2（分遣隊B）へ送られた。

### 撃墜成功

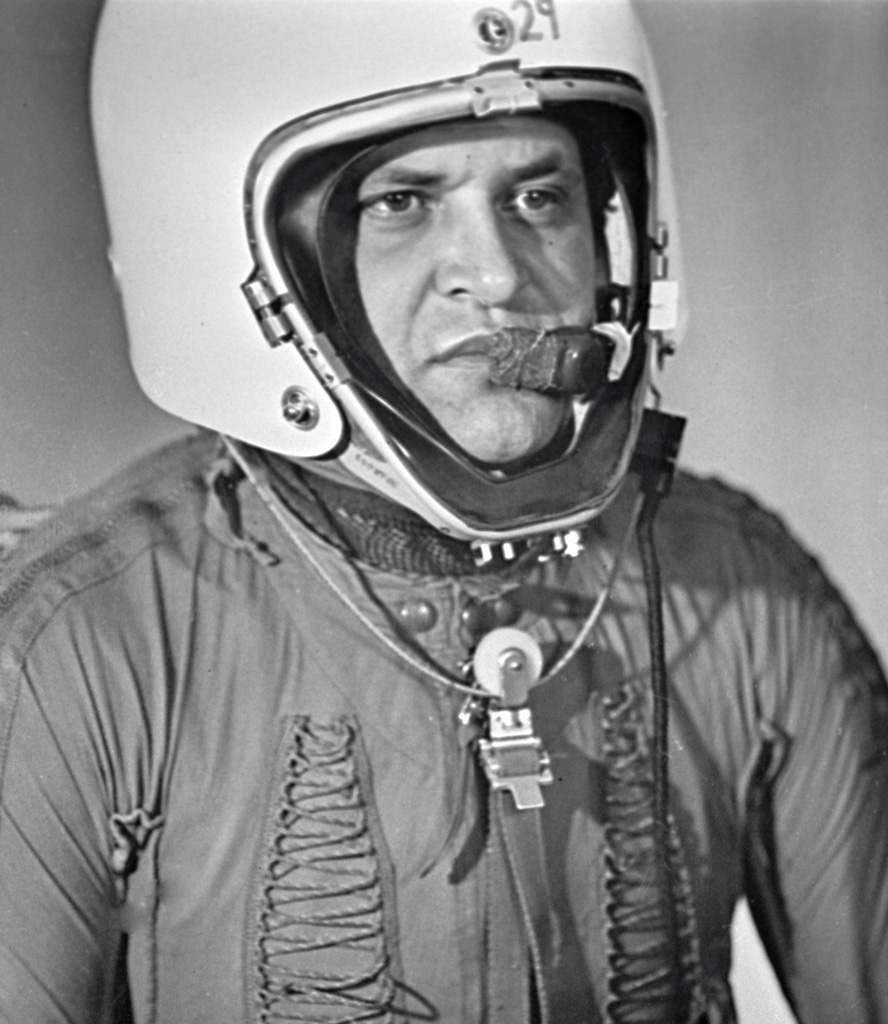
パイロットのフランシス・ゲーリー・パワーズ

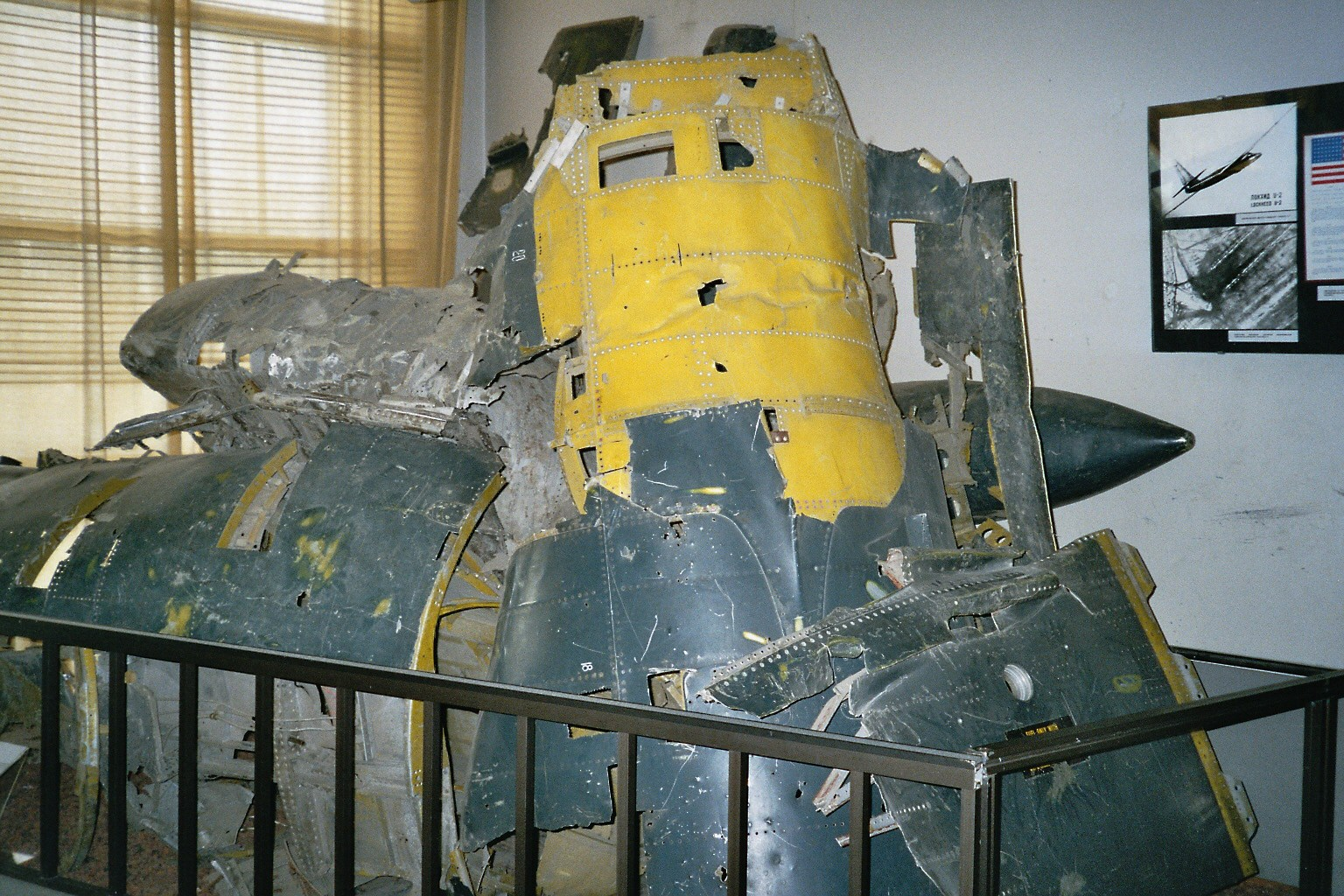
撃墜されたU-2の残骸

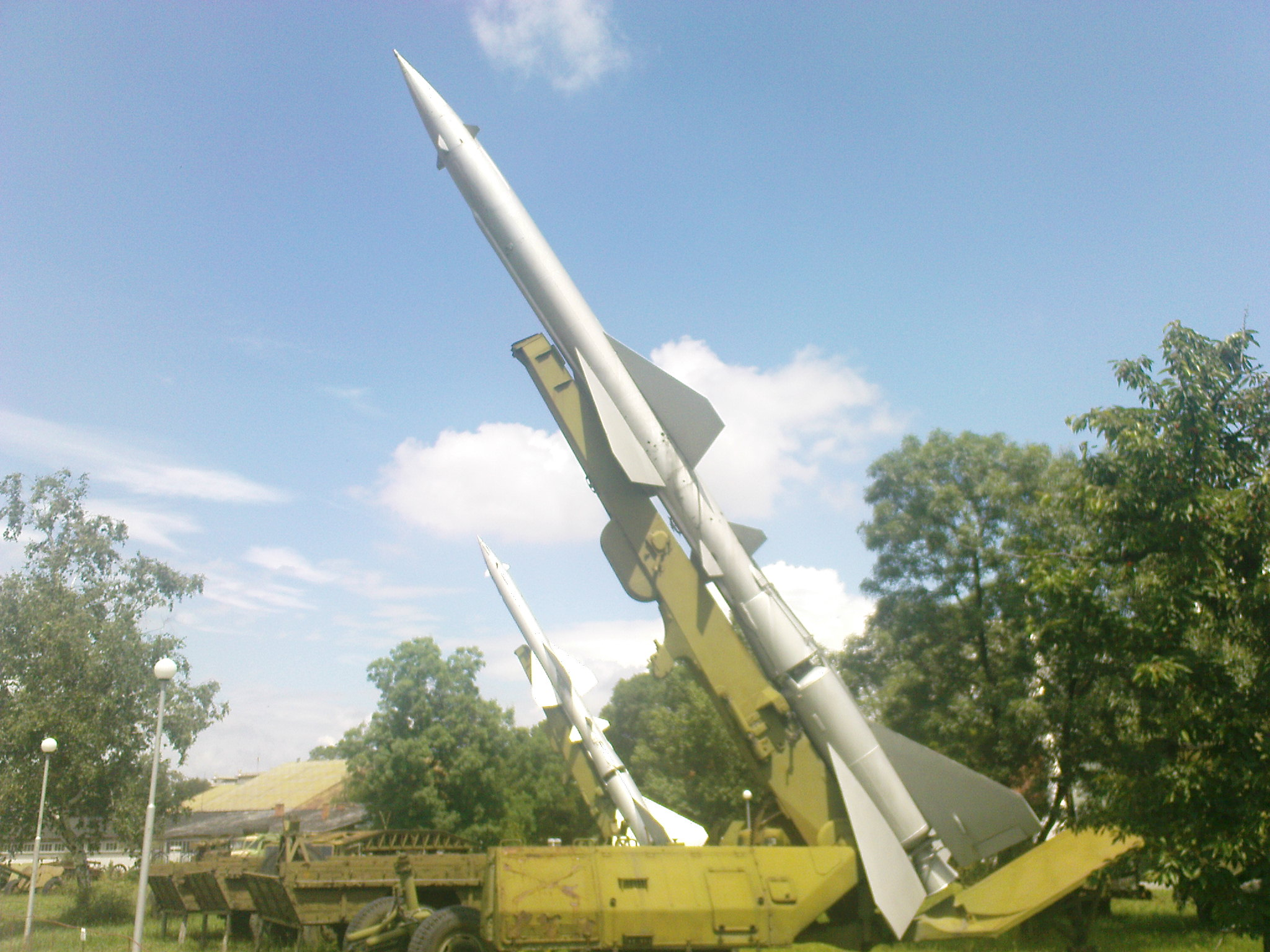
同型のミサイルS-75

定期的に成層圏（高度2万5,000メートル）飛行で領空侵犯してくるU-2に対し、ソ連防空軍はMiG-19P迎撃戦闘機などで幾度となく迎撃を行っていたが、当時のソ連の戦闘機での迎撃は高度が足らず実質的に不可能であった。
ソ連は、新型のSu-9迎撃戦闘機の完成を急ぐと共に新型の地対空ミサイルの開発も進めており、これらは共に実戦配備に就いた。撃墜されず偵察任務を成功させた飛行士の中には、キューバ危機の発端となるキューバミサイル基地を撮影したエリクソン飛行士もおり、彼がパワーズ飛行士を指導した。
そして、パリで米ソ首脳会談が開催される2週間前の1960年5月1日、パキスタン・ペシャーワルの空軍基地を離陸し、ソ連領内で偵察飛行中のU-2に対し、ソ連側がS-75地対空ミサイル（ЗРК С-75）をスヴェルドロフスク州の第1ミサイル部隊からボルノフ少佐命令で発射しこれを撃墜することに成功した。なお、この際1機のSu-9迎撃戦闘機も迎撃に上がり、アラル海上空で目視したが、相手が高高度で迎撃に失敗した。
アメリカ軍機の自国領空侵犯の報を受けイライラしていたフルシチョフ首相は、撃墜成功の報告をモスクワ赤の広場でのメーデーパレードの開始直後に知らされた。

### 嘘の声明
パイロットのフランシス・ゲーリー・パワーズは、パラシュートで脱出し、スヴェルドロフスク州コスリノに着地し一命を取り留めた（自殺用の硬貨内蔵の毒薬を所持していたが、これを使用しなかった）が、村民に捕えられ、公開裁判にかけられ、スパイ行為を行っていたことを自白し、アメリカ側のスパイ行為の実態が明るみに出た。
当初アメリカ合衆国連邦政府は、「高高度での気象データ収集を行っていた民間機が、与圧設備の故障で操縦不能に陥った」という嘘の声明を発表したものの、ソ連からパワーズの自白と生存という「決定的証拠」を突き付けられると態度を一変し、当時のアメリカ合衆国大統領のドワイト・D・アイゼンハワーは、「ソ連に先制・奇襲攻撃されないために、偵察を行うのはアメリカの安全保障にとって当然のことだ。パールハーバーは二度とご免だ」と発言し、スパイ飛行の事実を認めた。

### 釈放
パワーズは8月19日にスパイ活動で有罪と判決され、禁錮10年シベリア送りを宣告された。しかし、ソ連とアメリカは、ソ連側がシスキンKGB西欧本部書記官、アメリカ側が元OSS顧問弁護士のドノバンを通じ、東ベルリンのソ連大使館でスパイを交換釈放することで合意した。
1年9ヶ月後の1962年2月10日、自首し亡命を申し出た別のスパイの供述を元にFBIが逮捕したソ連のスパイ、“マーク”ルドルフ・アベル大佐（中空の硬貨事件）とベルリンのグリーニッケ橋で交換された。なお、この橋は東西ドイツの国境であり、度々スパイ交換が行われた場所である。
この出来事を元に制作されたノンフィクション映画『ブリッジ・オブ・スパイ』が2016年、公開された。

### SA-2
この事件の際有名になったソ連の迎撃ミサイル（S-75）はNATOコードネーム「SA-2 ガイドライン」として西側に認知され、ベトナム戦争でも多くのアメリカ軍機を撃墜することとなった。

## 余波

### 米ソ関係悪化
ソ連のニキータ・フルシチョフ首相は、アメリカ合衆国連邦政府に対し事件に関する謝罪を要求し、アメリカはこれを拒否したためパリ・サミットは崩壊し、フルシチョフは5月16日に会談を一方的に打ち切った（再開されたのは翌1961年6月、ウィーンで）。また、この事件はソ連によってアメリカによる犯罪行為として宣伝された。

### その後の偵察飛行
この事件以後、アメリカの弾道ミサイル技術も格段に向上し、ミサイルギャップも影を潜めたため、U-2によるソ連領空内の高高度偵察飛行が行われることは無くなったが、アメリカと対立する国々へのU-2による高高度偵察飛行は、キューバ危機の際、再びU-2が対空ミサイルで撃墜されるまで頻繁に続けられたほか、中華人民共和国や北朝鮮に対する、領空侵犯のスパイ飛行が行われた。これをきっかけに、アメリカ軍での偵察衛星開発が始まる。
中華人民共和国に対してのスパイ飛行は、アメリカより中華民国空軍に供与された機体で行われていた。アメリカや中華民国側はこの件に関して、当然のことながら沈黙を保ったが、中華人民共和国側はソ連より供与されたSA-2により数機を撃墜し、残骸を北京の軍事博物館に並べて一般公開している。

## 参考
- ディスカバリーチャンネル「米ソ冷戦」（2012年）